# Patrick Ascione
Patrick Ascione (París, 22 de octubre de 1953 - Calvados, 21 de noviembre de 2014) fue un compositor francés de música electroacústica y acusmática.

## Biografía
Ascione comenzó a componer en 1976 y poco después se unió al equipo del Institut International de Musique Electroacoustique de Bourges que abandonó en 1984. Paralelamente se inició en la composición por ordenador en IRCAM (Instituto de investigación y coordinación de acústica / música). Ha desarrollado su actividad de forma independiente y ha producido una serie de piezas, la mayoría de las cuales han sido encargos del Groupe de recherches musicales del Institut national de l'audiovisuel (Ina-GRM) de París (Francia).
Impartió clases de composición acústica en el Conservatorio de La Rochelle, un curso de composición de música electroacústica en el Conservatorio de Cherburgo en 2003 a través del DRAC Basse-Normandie, y participó activamente como instructor en el CeFEDeM en Normandía. Participó en jurados internacionales de concursos de composición acústica en Francia y en el extranjero.
Dos períodos estéticos distintos caracterizaron su obra. Durante la primera, de 1977 a 1987, hizo hincapié en los vínculos que unen la música y la pintura acústica, vínculos que surgen del uso de una superficie de trabajo permanente común que le permite al pintor colocar directamente sus colores en el lienzo en la forma en que el compositor captura inmediatamente sonoridades en "cinta magnética". Expresó esta analogía e intentó explorar sus ramificaciones en prácticamente todas las obras de este período (Métamorphose d'un jaune citron, 1978, Bleus et formes, 1981 ...).
En el segundo período, desde 1987 hasta su muerte, siguió con esta preocupación inicial y presentó la idea de una "polifonía espacial" (una "polifonía" de espacios y no únicamente de sonidos). Inauguró este camino en 1989 con Espaces-Paradoxes, compuesto para 16 canales de altavoces. Los trabajos conciertísticos así desarrollados tienen como objetivo el dominio e integración de la dimensión espacial de la pieza desde el inicio de su elaboración en el estudio a través de técnicas adecuadas de multi-altavoz.
Algunas de sus obras han sido premiadas y menciones en concursos internacionales: Fontaines (La Défense /  SACEM, Francia, 1978); Métamorphose d'un jaune citron (Bourges, Francia, 1979); Lune noire (Noroit-Léonce Petitot, Francia, 1989); Espaces-Paradoxes, (Ars Electronica, Linz, Austria, 1994). También recibió el "Premio Léonard de Vinci" para Canadá del Ministro de Relaciones Exteriores de Francia (1991).

## Grabaciones
- Métamorphose d'un jaune citron (Cinéma pour l'oreille, MKCD 014, France, 1995)
- Polyphonie-polychrome (empreintes DIGITALes / INA-GRM, IMED 9522, 1995)
- Primitive ; Espaces-Paradoxes (Ina-GRM, INA_E 5012, France, 2002)

## Compilaciones
- "Lune Noire" Prix International Léonce Petitot' (Coproduction Centre Noroit d'Arras et INA/GRM, France, 1989)
- "Métamorphose d'un jaune citron", (Cultures Électroniques, GMEB/CIME/UNESCO, France, 1996)
- "Primitive" 50 ans de Musique électroacoustique au GRM (Édition Teatro Massimo de Palerme, Italie, noviembre de 2001)
- "Lune Noire", A Storm of Drone (Asphodel, États-Unis, ASP 0966, 1995)
- "Divertissement" Cultures Électroniques (IMEB, France, 2003)
- "Primitive", in 50 ans de Musique électroacoustique au GRM (Édition Teatro Massimo de Palerme, Italie, noviembre de 2001)

## Listado de trabajos (estéreo y multipista)
- "Soleil Baroque" (1977)
- "Fontaines" (1978)
- "Guernica" (1978)
- "Métamorphose d'un Jaune Citron" (1978)
- "Bleus et Formes" (1980)
- "À la Mémoire" (1980)
- "Orlanda" (1981)
- "Sur Champ d'Azur" (1984–86)
- "Valeurs d'Ombre" (1986)
- "Sonnerie de Pâques" (1987)
- "Aquarelle en Sol" (1987)
- "Lune Noire" (1987–89)
- "Suite Blanche pour les Temps Nouveaux" (1995)
- "Cet extrême silence des couleurs" (1996)
- "Quantique Musique" (1997)
- "15 août 1995" (1996)
- "Et puis l'oubli" (1998)
- "Boléro Picasso" (1999)
- "Divertissement" (2001)
- "Espaces-Paradoxes" (1989) First electroacoustic music in 16 canales (de loudspeakers)
- "Arènes-Around" (1990) 16 canales
- "Chants Sphériques" (1991) 16 canales
- "Grands Ciels" (1991)
- "Couleurs d'espaces" (1993) 16 canales
- "Holophonie ou la baleine rouge" (1999–2000) 16 canales
- "Danse de l’Aube" (2000–2002) 8 & 16 canales
- "Énième" (2004) 8 canales
- "Barcarolle pour studio et bande" (2004) 8 tracks
- "Figures de style" (suite of 5 « Ascionerie ») :
- "Ascionerie n°1" (2006) 8 canales
- "Ascionerie n°2" (2006) 8 canales
- "Ascionerie n°3" (2007) 8 & 16 canales
- "Ascionerie n°4" (2002–2007) 8 canales
- "Ascionerie n°5" (2009) 8 & 16 canales
- "Fantaisie diabolique" (2012) 8 & 16 canales
- "Opéra Diabolique" (2014) 8 & 16 canales